# Brunettia unipunctata
Brunettia unipunctata és una espècie d'insecte dípter pertanyent a la família dels psicòdids que es troba a Oceania: Fiji.